# Hiyam, la fille de l'usine
Pour plus de détails, voir Fiche technique et Distribution.
Hiyam, la fille de l'usine (فتاه المصنع, Fatat el masnaa) est un film égyptien réalisé par Mohamed Khan et sorti en 2014.

## Fiche technique
- Titre : Hiyam, la fille de l'usine ou Factory Girl
- Titre original : فتاه المصنع (Fatat el masnaa)
- Réalisation : Mohamed Khan
- Scénario : Wessam Soliman
- Photographie : Mahmoud Lofti
- Décors : Ahmed Abbas-Saber
- Costumes : Nayira Al-Dahshoury
- Son : Raafat Samir
- Montage : Dina Farouk
- Pays :  Égypte
- Durée : 90 minutes
- Date de sortie : Égypte - 19 mars 2014

## Distribution
- Yasmin Raeis : Hayam
- Hani Adel : Salah
- Salwa Khattab : Eida
- Salwa Mohamed Ali

## Sélections
- Festival international du film de femmes de Salé 2014
- Festival international du Film Oriental de Genève (FIFOG) 2015